# Fiat 727
Der Fiat 727 war eine 1943 projektierte italienische Halbkettenzugmaschine, die auf der deutschen 3-Tonnen-Halbkettenzugmaschine Sd.Kfz. 11 basierte und lediglich in geringer Zahl gefertigt wurde.

## Geschichte
Die Italiener hatten während des Feldzuges in Nordafrika die Vorzüge der deutschen Halbketten-Zugmaschinen kennengelernt und bewarben sich um Nachbau-Lizenzen. Während die deutsche 8-Tonnen-Halbketten-Zugmaschine Sd.Kfz. 7 bei der Firma Breda unter der Bezeichnung Breda 61 nachgebaut wurde, erwarb Fiat die Lizenz zum Nachbau der 3-Tonnen-Halbketten-Zugmaschine Sd.Kfz. 11.
Es entstanden im Jahr 1943 einige Prototypen. Die Serienfertigung sollte im Februar 1944 beginnen, hierzu kam es aber infolge der italienischen Kapitulation im September 1943 nicht mehr.

## Technische Details
Der Fiat 727 hatte wie sein deutsches Vorbild einen Sechszylinder-Otto-Motor mit 4170 cm³ Hubraum und 100 PS, jedoch nicht von Maybach, sondern als italienische Lizenzfertigung von Fiat. Sein Fahrwerk und seine äußeren Abmessungen waren die gleichen wie die des deutschen Vorbildes, allerdings war die Motorhaube etwas voluminöser, was dazu geführt haben mag, dass in italienischen Quellen irrtümlich behauptet wird, der Fiat 727 sei eine Kopie der deutschen 8-Tonnen-Zugmaschine gewesen.